# Otto Friedrich Conrad Rudnick
Otto Friedrich Conrad Rudnick   (Gorzów Wielkopolski, 5 de juny de 1887 - Coblença, 17 de juliol de 1973) fou un músic alemany. Va néixer a Landsberg an der Warthe, actualment a Polònia. Fill del conegut director de la capella imperial Wilhelm Rudnick, estudià a l'Escola Superior de Música i a la Universitat de Berlín. El 1913, era organista i director de cors a Striegau. El 1919, de retorn de la guerra, succeí al seu pare com a director de l'orquestra Sankt Peter Paul, de Liegnitz, amb la qual va executar grans oratoris: Samson de Händel; Manasse, Hegar; Nit de Nadal de Bach, i d'altres. Compongué alguns motets.